# Greta Westerholm
Greta Helena Maria Westerholm, född 1 augusti 1886 i Lemland på Åland, död 16 januari 1971 i Åbo, var en finlandssvensk författare. 
Hon var dotter till konstnären Victor Westerholm och hans hustru Hilma Gustava Alander och skrev flera böcker om familjelivet på Åland. Westerholm var genuint intresserad av sin fars konstnärskap och flera av hennes böcker är illustrerade av honom.
Två av hennes böcker, I sommarhatt till Åland från 1940 och den självbiografiska Tösen med långa flätor från 1943, utgavs i en samlingsvolym år 2010 av Önningebys hembygdsförening.